# Diecezja Caozhou
Diecezja Caozhou (łac. Dioecesis Zaoceuvensis, chiń. 天主教曹州教区) – rzymskokatolicka diecezja ze stolicą w Heze, w prowincji Szantung, w Chińskiej Republice Ludowej. Biskupstwo jest sufraganią archidiecezji Jinan.
Caozhou to dawna nazwa Heze. Patriotyczne Stowarzyszenie Katolików Chińskich używa nazwy diecezja Heze.

## Historia
12 listopada 1934 papież Pius XI bullą A Romano Pontifice erygował wikariat apostolski Caozhou. Dotychczas wierni z tych terenów należeli do wikariatu apostolskiego Yanzhou (obecnie diecezja Yanzhou).
W wyniku reorganizacji chińskich struktur kościelnych dokonanych przez Piusa XII 11 kwietnia 1946 wikariat apostolski Caozhou został podniesiony do rangi diecezji.
Z 1950 pochodzą ostatnie pełne, oficjalne kościelne statystyki. Diecezja Caozhou liczyła wtedy:
- 74 013 wiernych (1,9% społeczeństwa)
- 49 kapłanów (12 diecezjalnych i 37 zakonnych)
- 49 sióstr zakonnych.

Od zwycięstwa komunistów w chińskiej wojnie domowej w 1949 diecezja, podobnie jak cały prześladowany Kościół katolicki w Chinach, nie może normalnie działać. Bp Franz Hoowaarts SVD został wydalony z kraju i wkrótce zmarł w Holandii.
W 1958 Patriotyczne Stowarzyszenie Katolików Chińskich mianowało swojego ordynariusza Charlesa Li Mingyue. Przyjął on sakrę biskupią bez zgody papieża zaciągając na siebie ekskomunikę latae sententiae. Posłuszeństwo wobec władz państwowych nie uchroniło go przed śmiercią w czasie rewolucji kulturalnej. Wtedy też wszystkie kościoły zostały zniszczone lub rozebrane, a diecezja pozostawiona bez duchowieństwa.
Kolejny znany biskup pojawia się dopiero w 1996. Joseph Wang Dianduo OAR przyjął sakrę potajemnie za zgodą papieża. W 2000 przeszedł do Kościoła oficjalnego i został uznany przez władze świeckie. W 2000 diecezja nie miała żadnego kościoła, a oprócz bp Wanga Dianduo był tylko jeden kapłan.
Od śmierci bp Wang Dianduo w 2004 nie mianowano jego następcy. Administratorem diecezji w Kościele podziemnym jest ks. Wang Chengli, a w Kościele oficjalnym ks. Joseph Wei Ligen. Ks. Wang Chengli oraz inni kapłani Kościoła podziemnego są prześladowani przez władze w celu wywarcia na nich presji, aby zerwali więzy z papieżem. W 2011 ks. Wang Chengli został skazany na 2 lata reedukacji przez pracę, prawdopodobnie za odmowę wstąpienia do Patriotycznego Stowarzyszenia Katolików Chińskich.

## Ordynariusze
- Franz Hoowaarts SVD[9]
  - wikariusz apostolski (1934 – 1946)
  - biskup (1946 – 1954)
- sede vacante (być może urząd sprawował biskup(i) Kościoła podziemnego) (1954 – 1996)
- Joseph Wang Dianduo OAR (1996 – 2004)
- sede vacante (2004 – nadal)
  - ks. Wang Chengli administrator apostolski[5]

### Antybiskupi
Ordynariusz mianowany przez Patriotyczne Stowarzyszenie Katolików Chińskich nieposiadający mandatu papieskiego:
- Charles Li Mingyue (1958 – pomiędzy 1966 a 1976[1]).